# Sorbus carpatica
Sorbus carpatica är en rosväxtart som beskrevs av Borbás. Sorbus carpatica ingår i släktet oxlar, och familjen rosväxter. Inga underarter finns listade i Catalogue of Life.